# José de Freitas Ribeiro
José de Freitas Ribeiro ComTE • ComA (Cascais, Parede, 23 de Maio de 1868 — Cascais, Cascais, 3 de Novembro de 1929) foi um oficial da Armada Portuguesa e político do tempo da Primeira República Portuguesa.

## Biografia
Entre outras funções, foi Ministro das Colónias, no governo de Augusto de Vasconcelos Correia (de 13 de Novembro de 1911 até 16 de Junho de 1912) e Ministro da Marinha, no governo de Afonso Costa (de 9 de Janeiro de 1913 a 9 de Fevereiro de 1914). Fez parte da Junta Constitucional de 1915 e foi capitão-de-mar-e-guerra e governador da Índia Portuguesa. A 11 de Março de 1919 foi feito Comendador da Ordem Militar de São Bento de Avis e a 18 de Junho de 1919 foi feito Comendador da Antiga e Muito Nobre Ordem Militar da Torre e Espada, do Valor, Lealdade e Mérito.